# Bystrická vrchovina
Bystrická vrchovina je geomorfologický podcelek Zvolenské kotliny. Nejvyšší vrch území je 713 m n. m. vysoká Stará kopa.

## Vymezení
Podcelek leží v severní části Zvolenské kotliny, ohraničený Banskou Bystricí a údolím Hronu na západě a severu a údolím potoka Hutná u Ľubietové na východním okraji. Právě Hutná odděluje Čierťaž, který patří pohoří Veporské vrchy, zbytek území sousedí už jen s podcelky Zvolenské kotliny. Na severu je to Bystrické podolie, na západě krátkým úsekem Sliačska kotlina a jižním směrem krajina přechází do Zvolenské pahorkatiny. Jihozápadním směrem leží Ponická vrchovina a Povraznícka brázda.

## Geologie
Bystrická vrchovina je z větší části tvořena souvrstvím mezozoických vápencových a dolomitických hornin, které představují důležité činitele při tvorbě povrchu země, ke kterému se na tomto území váže krasový reliéf. Jelikož je místní vápenec oproti měkčím horninám dobře odolávající povětrnostním vlivům, vítr a voda v něm utvořily na některých místech působivé krasové útvary v podobě průlomů, závrtů či škrapů. Tyto krasové tvary, zejména deprese krasové formy jako jámy, úvaly, suché doliny, slepé či poloslepé doliny, pytlové doliny a podzemní jeskynní systémy se soustřeďují v Drienockém krasu, sestávajícím ze tří izolovaných krasových ostrovů. V katastru obce Poniky jde o Ponický kras, na hranici katastru obcí Poniky a Slovenská Ľupča je to Lehotský kras a v katastru obce Môlča Môlčanský kras.

## Chráněná území
Na území podcelku leží několik maloplošných území:
- Urpínska lesostep - přírodní rezervace
- Kozlinec - přírodní rezervace
- Šupín - přírodní rezervace
- Plavno - národní přírodní rezervace
- Ponická jaskyňa - přírodní památka[3]